# Evangelisch-Lutherische Freikirche
Die Evangelisch-Lutherische Freikirche (ELFK) ist eine kleine lutherische Bekenntniskirche in Deutschland. Seit 1923 hat sie den Status einer Körperschaft des öffentlichen Rechts inne. Ihre 16 Gemeinden befinden sich überwiegend in Sachsen. Es gibt jedoch auch Gemeinden und Predigtplätze in anderen Teilen Deutschlands. Außerdem gibt es je einen Predigtplatz in Österreich und in der Schweiz. Die ELFK zählte im Jahr 2023 ca. 1200 Gemeindeglieder.

## Geschichte
| Amtszeit  | Name des Präses       |
| --------- | --------------------- |
| 1876–1879 | Friedrich Ruhland     |
| 1879–1907 | Otto Willkomm         |
| 1907–1914 | Johannes Kunstmann    |
| 1914–1919 | Heinrich Z. Stallmann |
| 1919–1922 | Paul Loeffler         |
| 1922–1924 | Martin Willkomm       |
| 1924–1930 | Theodor Nickel        |
| 1930–1958 | Heinrich Petersen     |
| 1958–1962 | Heinrich W. Stallmann |
| 1962–1968 | Heinrich Willkomm     |
| 1968–1972 | Hans Kirsten          |
| 1972–1977 | August Lampert        |
| 1977–2002 | Gerhard Wilde jr.     |
| 2002–2010 | Rolf Borszik          |
| 2010–2018 | Martin Wilde          |
| 2018–0000 | Michael Herbst        |

Die Evangelisch-Lutherische Freikirche geht überwiegend auf diejenigen Lutheraner im Königreich Sachsen zurück, die sich ab 1871 von der evangelisch-lutherischen Landeskirche trennten. Während in Preußen die Union der lutherischen und reformierten Gemeinden der Grund für die Neubildung der Evangelisch-Lutherischen Kirche in Preußen war, waren es in Sachsen, wo es nur sehr wenige reformierte Gemeinden gab, die in der lutherischen Landeskirche zunehmenden liberalen Tendenzen, die den Anlass dazu gaben. Diese fanden ihren Ausdruck in der nach der Überzeugung mancher lutherischer Theologen bekenntniswidrigen Zulassung von Nichtlutheranern zum Abendmahl und in der Abschwächung der Bekenntnisverpflichtung (Religionseid) für Pfarrer und Religionslehrer. Aus diesen Gründen verließen seit 1871 bekenntnistreue Gemeindeglieder die Landeskirchen und gründeten freie lutherische Gemeinden. Sie schlossen sich 1876 zur „Evangelisch-Lutherischen Freikirche in Sachsen und anderen Staaten Deutschlands“ zusammen. Dabei wurde für unabhängige lutherische Kirchen erstmals der Begriff „Freikirche“ verwendet. Zum ersten Präses wurde Friedrich Ruhland gewählt.
1877 traten dem Synodalverband zudem lutherische Gemeinden unter Friedrich Brunn aus dem preußischen Hessen-Nassau bei, die schon länger im engen Kontakt mit den sächsischen Bekenntnislutheranern standen. In den folgenden Jahren schlossen sich außerdem Gemeinden aus Bayern, weiteren Teilen Preußens und anderen Regionen des Deutschen Kaiserreichs der ELFK an. Mit dem Beitritt dänischer Lutheraner zur Freikirche fiel 1911 der Zusatz „Deutschlands“ im Namen der ELFK weg.
Die Freikirche pflegte auch enge Kontakte zur Missouri-Synode, einer größeren lutherischen Kirche in den Vereinigten Staaten von Amerika, die von deutschen Auswanderern gegründet worden war. Der Entstehungsprozess der ELFK wurde von dem bekenntnislutherischen Theologen Carl Ferdinand Wilhelm Walther begleitet. Dieser stammte aus Sachsen und war der erste Präses der Missouri-Synode. Friedrich Ruhland wiederum hatte seine theologische Ausbildung in der Missouri-Synode erfahren. Die Beziehungen zwischen dieser amerikanischen Kirche und der Freikirche blieben bis weit in das 20. Jahrhundert bestehen.
Nach dem Zweiten Weltkrieg wurden die Gemeinden der Evangelisch-Lutherischen Freikirche durch den Eisernen Vorhang getrennt. Die westdeutsche Evangelisch-Lutherische Freikirche schloss sich 1972 der Selbständigen Evangelisch-Lutherischen Kirche (SELK) an. Die ostdeutsche Evangelisch-Lutherische Freikirche ging 1972 mit der Evangelisch-lutherischen (altlutherischen) Kirche auf dem Gebiet der DDR eine partnerschaftliche Vereinigung selbstständiger Evangelisch-Lutherischer Kirchen in der DDR ein. Sie kündigte diese Zusammenarbeit jedoch 1984 wieder auf, weil zwischen beiden Kirchen keine Übereinstimmung in der Abgrenzung gegenüber Bibelkritik und bekenntniswidriger Ökumene zu erreichen war. In Westdeutschland, wo die Gemeinden der Evangelisch-Lutherischen Freikirche seit 1972 zur SELK gehörten, trennte sich 1989 eine kleine Gruppe von der SELK und schloss sich wieder der ELFK an.

## Lehre

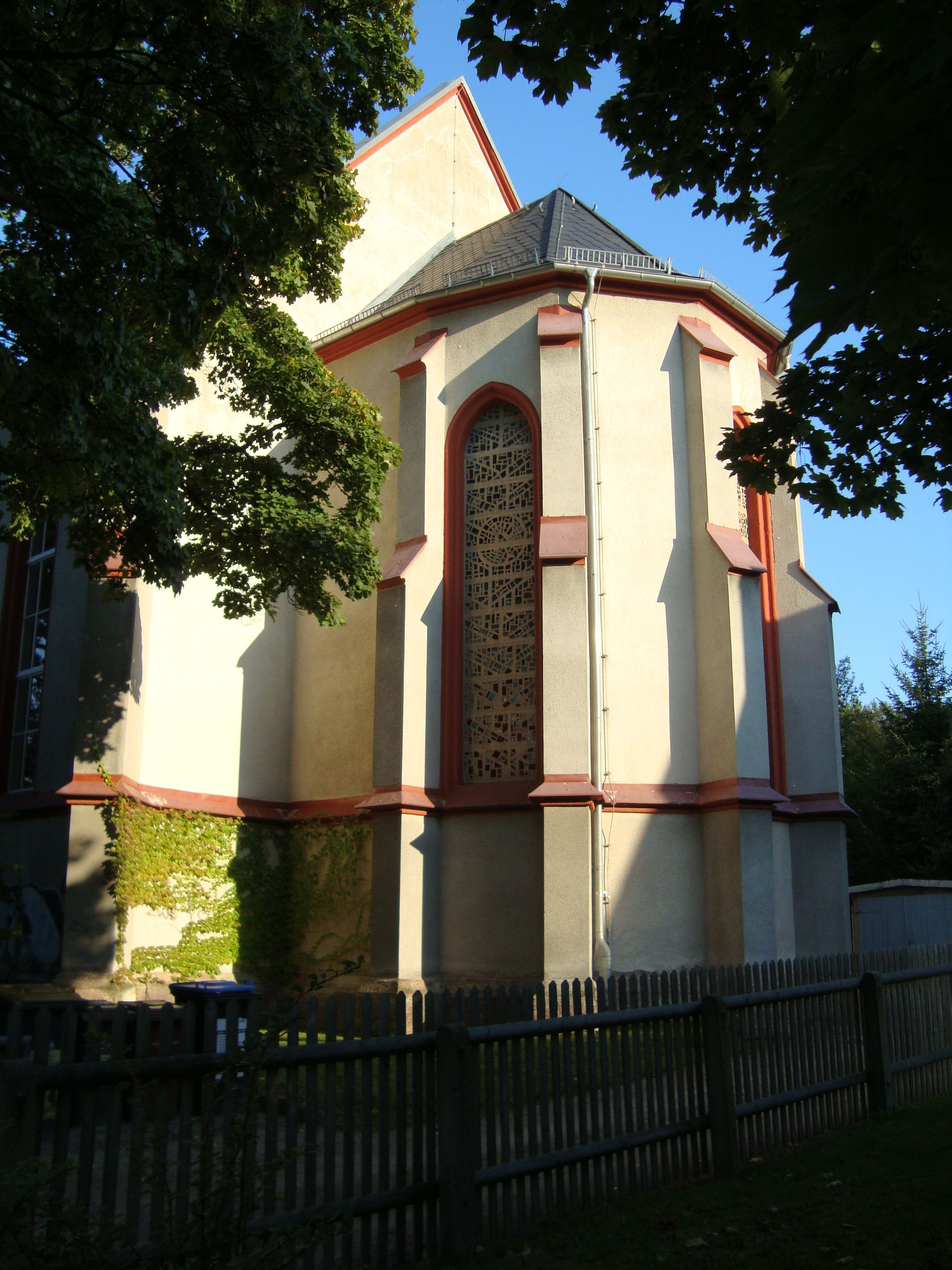
Dreieinigkeitskirche der ELFK in Chemnitz

Prägend für die Theologie der ELFK ist nach eigenem Verständnis die traditionelle Lehre der Wittenberger Kirchenreformation Martin Luthers. Sie geht davon aus, dass die Bibel von Gott inspiriert und deshalb irrtumslos ist (2 Tim 3,16 ).
Das lutherische Konkordienbuch, in dem die Bekenntnisschriften der evangelisch-lutherischen Kirche im Jahr 1580 gesammelt wurden, gilt dabei als richtige und für die Kirche verbindliche Auslegung der biblischen Schriften. Zu diesen Bekenntnisschriften gehören beispielsweise das Apostolische Glaubensbekenntnis, die Confessio Augustana und der Kleine Katechismus Martin Luthers. Zukünftige Pastoren werden vor der Übernahme ins Amt darauf verpflichtet, sich an Bibel und Konkordienbuch zu orientieren. Vor diesem Hintergrund lässt sich die Lehre der ELFK auch als konkordienlutherisch und konservativ beschreiben. Praktische Beispiele dafür sind der geschlossene Abendmahlstisch sowie eine ablehnende Haltung bezüglich der Ordination von Frauen zum Pfarramt.
Ferner legt die ELFK auf eine saubere Trennung von Kirche und Staat Wert. Dabei besteht die Aufgabe der Kirche nicht in der Einmischung in die Tagespolitik, sondern in der Verkündigung der biblischen Botschaft von Jesus Christus als Heiland für alle Menschen.

## Kirchenorganisation
Die einzelnen Gemeinden der Freikirche besitzen gegenüber der Gesamtkirche viel Autonomie und bilden zusammen den Synodalverband. Die Kirchensynode der ELFK tagt alle zwei Jahre, wobei jeder der aktuell 16 Pfarrbezirke seinen Pfarrer sowie einen Gemeindevertreter entsendet. Die Kirchensynode bestimmt über die innere und äußere Verwaltung der Rechte und Aufgaben, die der Kirche von den Einzelgemeinden übertragen sind. Sie wählt die Vertreter der Kirche und legt deren Befugnisse und Aufgaben fest. Die gewählten Vertreter sind der Kirchensynode für ihre Amtsführung verantwortlich.
Als leitender Geistlicher wird von der Kirchensynode auf vier Jahre ein Präses gewählt. Er dient der Kirchensynode sowie dem fünfköpfigen Synodalrat als Vorsitzender und muss Pfarrer der ELFK sein. Seit 2018 bekleidet Pfarrer Michael Herbst dieses Amt.
Der erwähnte Synodalrat ist das Leitungsgremium der Freikirche. Ihm gehören, neben dem Präses, zwei Pfarrer und zwei Gemeindeglieder an. Der Synodalrat führt die Verwaltung der Kirche nach den Richtlinien der Kirchensynode und vertritt die Gesamtkirche.

## Gemeinden
- Paul-Gerhardt-Gemeinde Berlin-Brandenburg[3]
- Dreieinigkeitsgemeinde Chemnitz[4]
- Gemeinde „Zum Heiligen Kreuz“ Crimmitschau[5]
- Dreieinigkeitsgemeinde Dresden[6]
- Gemeinde „Zum Heiligen Kreuz“ Glauchau[7]
- Kreuzgemeinde Greifswald und Diaspora-Pfarramt (Predigtplätze: Dannenberg, Enger, Hamburg, Lübeck, Steinhagen, Thiessow, Weitenhagen, Wolgast)[8]
- Zionsgemeinde Hartenstein (Predigtplätze: Neuwürschnitz, Sosa)[9]
- St. Trinitatisgemeinde Leipzig[10]
- Bethlehemsgemeinde Lengenfeld (Predigtplatz: Plauen)[11]
- Johannesgemeinde Nerchau[12]
- Immanuelgemeinde im Niederen Fläming (Predigtplätze: Jüterbog, Niebendorf-Heinsdorf, Nonnendorf, Sernow)[13]
- St. Paulusgemeinde Saalfeld (Predigtplätze: Altengesees, Obertshausen, Steeden)[14]
- Emmausgemeinde Schönfeld[15]
- Paulusgemeinde – Diasporapfarramt der ELFK in Süddeutschland (Predigtplätze: Crailsheim, Fichtenberg, Ludesch, Luzern, München, Straubing, Waiblingen, Wangen)[16]
- St. Petrigemeinde Zwickau[17]
- St. Johannesgemeinde Zwickau-Planitz[18]

## Einrichtungen

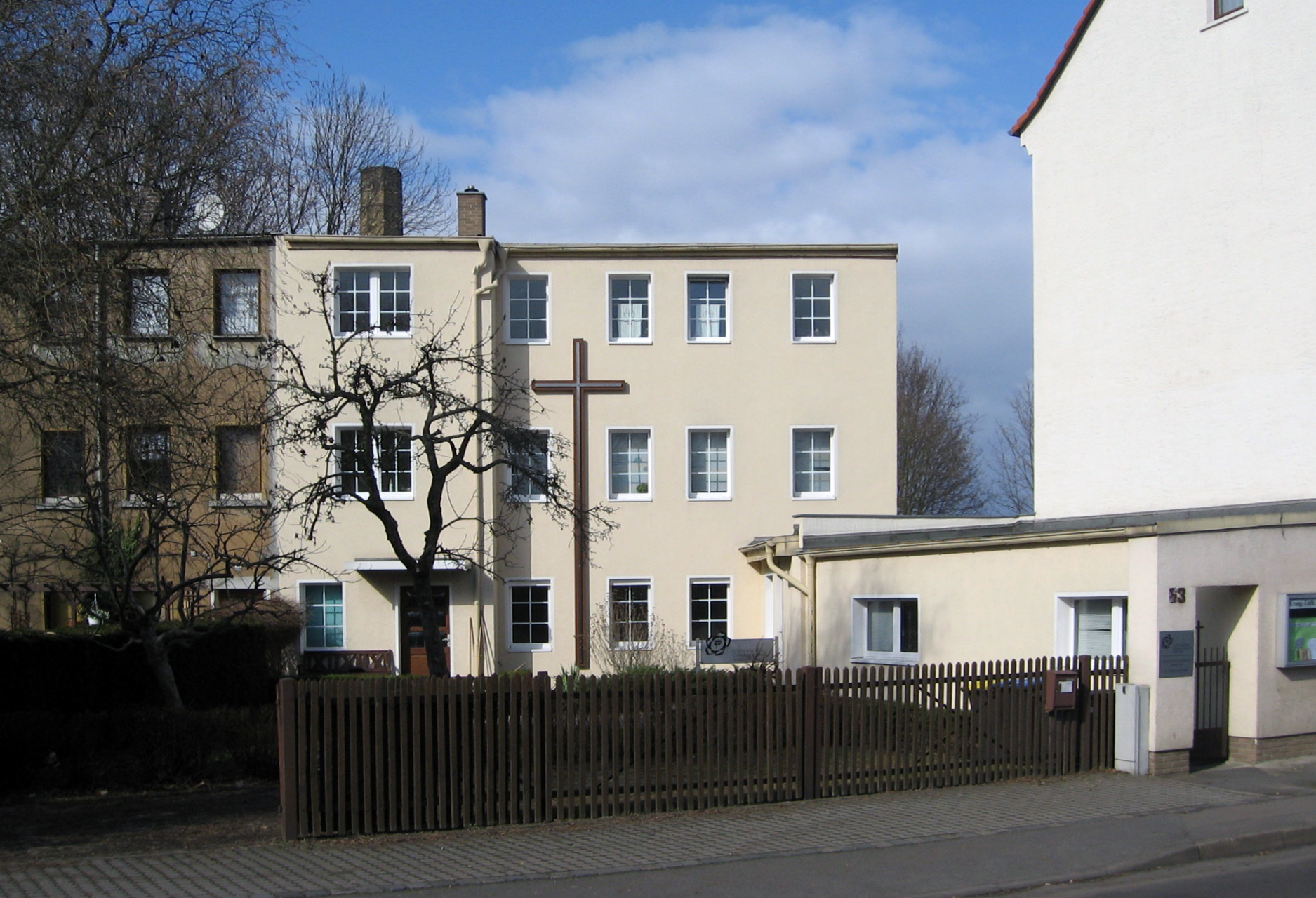
Das Lutherische Theologische Seminar der ELFK in Leipzig

Trotz der vergleichsweise geringen Kirchgliederzahl unterhält die Freikirche zusätzlich zu ihren Kirchengebäuden und Gemeindezentren seit 1953 ein kleines Theologisches Seminar in Leipzig. Es stellt die Ausbildung des eigenen theologischen Nachwuchses sicher und kann auf ältere Vorgängerinstitutionen zurückblicken. Die Einrichtung des Seminars war notwendig geworden, da im Zuge des Kalten Krieges ostdeutschen Kirchgliedern der ELFK, die an der ursprünglich von der ELFK mitgegründeten Lutherischen Theologischen Hochschule im hessischen Oberursel studierten, die Rückkehr in die Deutsche Demokratische Republik erschwert wurde.
In enger Verbindung mit der ELFK steht die christliche Concordia-Buchhandlung in Zwickau, deren Wurzeln bis ins 19. Jahrhundert zurückreichen, sowie die 2001 in Zwickau gegründete Dr. Martin Luther Grundschule.

## Kirchengemeinschaft
Im Vergleich zu anderen lutherischen Freikirchen in Deutschland nimmt die ELFK eine eher ablehnende Haltung in Bezug auf die Ökumene ein. Eine volle Übereinstimmung in Lehre und Praxis ist nach ihrer Ansicht unabdingbare Voraussetzung für die Feststellung von Kirchengemeinschaft. Daher ist sie beispielsweise nicht Mitglied der Arbeitsgemeinschaft Christlicher Kirchen in Deutschland, sondern gehört der Konfessionellen Evangelisch-Lutherischen Konferenz an, deren Kirchen dazu angehalten sind, keine Gemeinschaft mit anderslehrenden Kirchen – speziell aus dem Lutherischen Weltbund und dem Internationalen Lutherischen Rat – zu pflegen. Folglich unterzeichnete die ELFK weder die Leuenberger Konkordie noch die Gemeinsame Erklärung zur Rechtfertigungslehre.